# Rocket (Goldfrapp-låt)
"Rocket" är en låt av den engelska elektroniska duon Goldfrapp, utgiven som den första singeln från albumet Head First den 8 mars 2010. Låten skrevs och producerades av Alison Goldfrapp och Will Gregory med ytterligare produktion av Pascal Gabriel. Singeln har gjort avtryck på flera topplistor, däribland som nummer ett på Billboard-listan Hot Dance Club Songs och topplaceringen 47 i Storbritannien. För att marknadsföra låten framförde gruppen den på Friday Night with Jonathan Ross den 26 mars 2010. Låten var nominerad till 'Best Dance Recording' vid 2011 års Grammy Awards, men åkte ut mot Rihannas "Only Girl (In the World)".
Videon till låten regisserades av Kim Gehrig och filmades i januari 2010.

## Låtlista
Brittisk CD-singel och iTunes-EP
1. "Rocket" – 3:51
2. "Rocket" (Tiësto Remix) – 6:53
3. "Rocket" (Richard X One Zero Remix) – 7:00
4. "Rocket" (Penguin Prison Remix) – 6:31
5. "Rocket" (Grum Remix) – 6:38

## Listplaceringar
| Lista (2010)             | Högsta position |
| ------------------------ | --------------- |
| Belgien (Flandern)       | 19              |
| Belgien (Vallonien)      | 9               |
| Europa Hot 100 Singles   | 50              |
| Irland                   | 36              |
| Schweiz                  | 50              |
| Slovakien Airplay Chart  | 30              |
| Storbritannien           | 47              |
| Tyskland                 | 32              |
| Ungern Airplay Chart     | 19              |
| USA Hot Dance Club Songs | 1               |
| Österrike                | 38              |